# Veva de Lima
Genoveva de Lima Mayer Ulrich (Lapa, Lisboa, 3 de setembro de 1886 — Santa Isabel, Lisboa, 8 de julho de 1963) foi uma escritora e socialite portuguesa.

## Biografia
Casada com o embaixador, professor, e financeiro Rui Enes Ulrich, ficou conhecida por receber a elite intelectual e social de Lisboa em sua casa — o Palácio Ulrich, mais conhecido como Casa Veva de Lima, em Campo de Ourique — um dos últimos salons littéraires que a capital portuguesa teve.
O Palacete onde o casal vivia em Lisboa, designado Palácio Ulrich, mantém o ambiente requintado do início do século XX, sendo gerido pela Associação Casa Veva de Lima, uma associação entre particulares e o Município de Lisboa, que organizando eventos culturais de forma regular permite o acesso público ao mesmo.

## Obra
O Único Vencido da Vida que Também o Foi da Morte, de 1945, e D´Aquem & D´Alem Mar Crónicas de Viagem, de 1923-1924, foram dois livros escritos por Veva de Lima.